# Linneus (Maine)
Linneus – miasto w Stanach Zjednoczonych, w stanie Maine, w hrabstwie Aroostook.